# Charco Azul, Aguascalientes
Charco Azul är en ort i Mexiko.   Den ligger i kommunen Asientos och delstaten Aguascalientes, i den centrala delen av landet, 400 km nordväst om huvudstaden Mexico City. Charco Azul ligger 1 988 meter över havet och antalet invånare är 272.
Terrängen runt Charco Azul är huvudsakligen en högslätt. Charco Azul ligger nere i en dal. Runt Charco Azul är det ganska glesbefolkat, med 47 invånare per kvadratkilometer. Närmaste större samhälle är Villa García, 13,8 km nordost om Charco Azul. Trakten runt Charco Azul består till största delen av jordbruksmark.